# Phryganophilus affinis
Phryganophilus affinis là một loài bọ cánh cứng trong họ Melandryidae. Loài này được Nikitsky miêu tả khoa học năm 1985.